# Poullan-sur-Mer

Poullan-sur-Mer este o comună în departamentul Finistère, Franța. În 1 ianuarie 2022 avea o populație de 1.460 de locuitori.